# Великан-эгоист
«Великан-эгоист» — советский короткометражный рисованный мультфильм 1982 года, по мотивам одноимённой сказки Оскара Уайльда.

## Сюжет
Мультфильм про великана-эгоиста, который не хотел ни с кем ничем делиться и отгородился от всех высоченным забором. Но в конечном итоге детская доброта растопила его холодное сердце.

## Съёмочная группа
| автор сценария               | Владимир Голованов                                                                                        |
| кинорежиссёр                 | Наталия Голованова                                                                                        |
| художники-постановщики       | Галина Шакицкая, Елена Боголюбова                                                                         |
| кинооператор                 | Светлана Кощеева                                                                                          |
| звукооператор                | Борис Фильчиков                                                                                           |
| редактор                     | Татьяна Папорова                                                                                          |
| в фильме использована музыка | Бенджамина Бриттена, Иоганна Себастьяна Баха.                                                             |
| художники-мультипликаторы    | Виолетта Колесникова, Алексей Букин, Владимир Крумин, Александр Мазаев, Марина Рогова, Наталия Богомолова |
| роли озвучивали              | Юрий Волынцев — Великан, Ирина Карташёва (в титрах Карташова), Алина Покровская                           |
| директор съёмочной группы    | Николай Евлюхин                                                                                           |